# Goodmanham
Goodmanham är en by och en civil parish i East Riding of Yorkshire i England. Orten har 244 invånare (2011). Byn nämndes i Domedagsboken (Domesday Book) år 1086, och kallades då Gudmundham.